# David Atlas

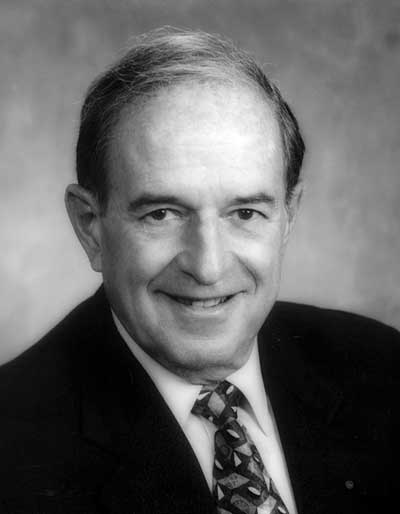
David Atlas

David Atlas (* 25. Mai 1924 in Brooklyn, New York City; † 10. November 2015) war ein US-amerikanischer Meteorologe. Er gilt als einer der Wegbereiter des Wetterradars.

## Leben
David Atlas kam als Sohn jüdischer Einwanderer 1924 in New York zur Welt und besuchte die Grundschule in Brooklyn. Während des Zweiten Weltkriegs diente er beim United States Army Air Corps, wo er mit der damals neuartigen Radartechnik erstmals in Berührung kam. Nach dem Weltkrieg blieb er bei der United States Air Force und beschäftigte sich am Air Force Cambridge Research Laboratories in Bedford (Massachusetts) mit Themen aus der Meteorologie, wie der Feststellung von Windgeschwindigkeiten mithilfe des Doppler-Effektes bei Radargeräten. Von 1966 bis 1972 war er Professor für Meteorologie an der University of Chicago, daran anschließend bis 1976 Direktor am National Center for Atmospheric Research (NCAR). Arbeiten von ihm und seiner Gruppe aus dieser Zeit führten zu dem heute in den Vereinigten Staaten im Einsatz befindlichen Wetterradarsystem NEXRAD.
1977 gründete Atlas die Abteilung Laboratory for Atmospheric Sciences am Goddard Space Flight Center in Greenbelt innerhalb der National Aeronautics and Space Administration (NASA) und blieb dort bis zu seiner Pensionierung im Jahr 1984. Er war auch nach seiner Pensionierung in Tätigkeitsbereichen der radargestützten Meteorologie weiter tätig. Im Jahr 2004 erhielt er die Dennis J. Picard-Auszeichnung vom Institute of Electrical and Electronics Engineers (IEEE) für seine Arbeiten zum Wetterradar.